# Política do Líbano
O Líbano é uma república democrática parlamentarista. O país foi fundado em 1920, mas só se tornou independente em 1946.

## Constituição
A constituição do Líbano foi promulgada em 26 de Maio de 1926, quando o território libanês era um mandato da Sociedade das Nações administrado pela França. A constituição foi emendada várias vezes, sendo a revisão mais profunda a de 1990. Esta constituição estabelece no Líbano uma república parlamentar.
Em Agosto de 1943 Bechara el-Khoury, cristão maronita e o primeiro presidente do Líbano, e Riyad al-Solh, primeiro-ministro muçulmano do Líbano estabeleceram um pacto não escrito - o Pacto Nacional - que até hoje molda a política libanesa. O poder político era partilhado entre as várias comunidades religiosas: a Presidência da República ficava reservada a um cristão maronita, a presidência do Conselho a um muçulmano sunita e a presidência da Câmara dos Deputados (renomeada Assembleia Nacional em 1979) a um muçulmano xiita. Ainda segundo o pacto, o número de lugares no parlamento atribuído aos cristãos seria de seis por cada cinco lugares atribuídos aos muçulmanos.
A Carta Nacional de Reconciliação, mais conhecida como Acordo de Taif (1989), documento que procurou solucionar o problema da guerra civil que devastava o país desde 1975, dividiu o número de deputados no parlamento de maneira igual entre cristãos e muçulmanos, terminando o antigo favorecimento aos cristãos, que antes deste acordo tinham direito a 60% dos lugares. O Acordo de Taif foi incorporado na constituição do Líbano em Agosto de 1990.

## Poder executivo
O Presidente do Líbano, que deve ser um cristão maronita, é o chefe de estado. É eleito pela Assembleia Nacional através de uma maioria de dois terços para um mandato de seis anos. O mandato pode ser renovado, mas apenas seis anos após o abandono do cargo.
O primeiro-ministro, um muçulmano sunita, é nomeado pelo Presidente em consulta com os membros e com o Presidente da Assembleia Nacional. Os membros do governo são nomeados pelo mesmo processo. A distribuição dos ministérios deve reflectir a pluralidade religiosa do Líbano.

## Poder legislativo

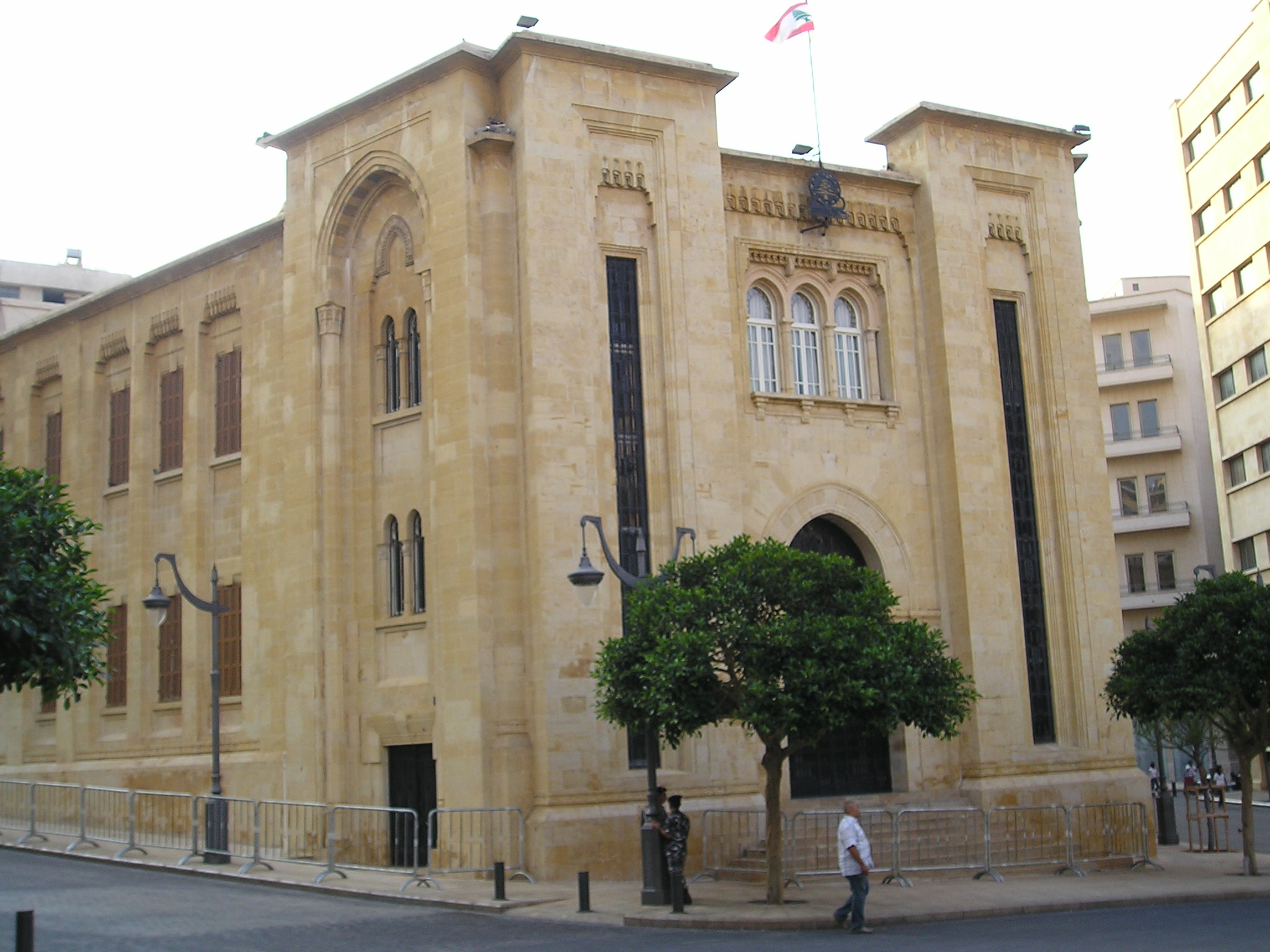
Edifício do parlamento do Líbano em Beirute.

O poder legislativo no Líbano é exercido pela Assembleia Nacional (em árabe, Majlis al-Nuwab), parlamento unicameral composto por 128 membros eleitos através de sufrágio universal para um mandato de cinco anos, renovável. Para se ser eleito para o parlamento é necessário ter como idade mínima os 25 anos. O voto não é obrigatório no Líbano e as mulheres conquistaram o direito ao voto e a se candidatarem a cargos em 1953.
Os lugares estão divididos de forma igual entre cristãos e muçulmanos, sendo atribuído a cada grupo 64 lugares. Cada um destes grupos divide por suas vez os lugares entre denominações internas (ou seitas).
A seguinte tabela mostra a distribuição dos lugares no parlamento pelas comunidades religiosas antes e depois do Acordo de Taif.
| Confissão religiosa         | Antes de Taif | Depois de Taif |
| --------------------------- | ------------- | -------------- |
| Maronitas                   | 30            | 34             |
| Ortodoxos gregos            | 11            | 14             |
| Católicos de rito bizantino | 6             | 8              |
| Ortodoxos arménios          | 4             | 5              |
| Católicos arménios          | 1             | 1              |
| Protestantes                | 1             | 1              |
| Outros cristãos             | 1             | 1              |
| Total de cristãos           | 54            | 64             |
| Sunitas                     | 20            | 27             |
| Xiitas                      | 19            | 27             |
| Drusos                      | 6             | 8              |
| Alauítas                    | 0             | 2              |
| Total de muçulmanos         | 45            | 64             |
| Total                       | 99            | 128            |